# Poa kurtzii
Poa kurtzii är en gräsart som beskrevs av Robert Elias Fries. Poa kurtzii ingår i släktet gröen, och familjen gräs. Inga underarter finns listade i Catalogue of Life.